# Bulbophyllum sauguetiense
Bulbophyllum sauguetiense là một loài phong lan thuộc chi Bulbophyllum.